# Informatyka ekonomiczna
Informatyka ekonomiczna (czasem określana również jako informatyka gospodarcza lub informatyka zarządcza) – dyscyplina naukowa znajdująca się na pograniczu informatyki oraz nauk ekonomicznych (w szczególności nauk o zarządzaniu) i łącząca te dwie dziedziny. Jej przedmiotem zainteresowania są systemy informatyczne w organizacjach (szczególnie w przedsiębiorstwach).
Na informatykę ekonomiczną oddziałuje również psychologia (analiza interakcji człowiek-maszyna), telekomunikacja (techniczne środki komunikacji w systemach fizycznie rozproszonych), matematyka (metody szyfrowania), dyscyplina badań operacyjnych (wspieranie użytkowników w podejmowaniu decyzji), statystyka (m.in. metody prognozowania i analizy danych) oraz nauki prawne (m.in. ochrona danych osobowych i własności intelektualnej).

## Zakres i zastosowania
Zastosowania informatyki ekonomicznej obejmują tworzenie i zarządzanie systemami informatycznymi w organizacjach. Systemami informatycznymi, będącymi w zainteresowaniu informatyki ekonomicznej są m.in. :
- systemy ERP (ang. enterprise resource planning)
- systemy CRM (ang. customer relationship management)
- systemy Business intelligence
- systemy CIM (ang. computer integrated manufacturing)
- systemy MRP (ang. material requirements planning)

Specjaliści w zakresie informatyki ekonomicznej zajmują się m.in. :
- analizą i projektowaniem systemów informatycznych,
- projektowaniem i implementacją oprogramowania użytkowego,
- projektowaniem i obsługą aplikacji bazodanowych,
- tworzeniem i konfiguracją sieci komputerowych,
- opracowaniem nowych metod i narzędzi projektowania systemów informatycznych.

## Informatyka ekonomiczna w Polsce
Pod koniec lat 60. XX wieku, na uczelniach ekonomicznych w Polsce zaczęto prowadzić pierwsze specjalności informatyczne. W 1974 roku na Akademii Ekonomicznej w Poznaniu oraz Akademii Ekonomicznej w Katowicach uruchomiono pierwsze kierunki studiów „Informatyka i cybernetyka ekonomiczna”, natomiast na Akademii Ekonomicznej we Wrocławiu utworzono Instytut Informatyki (przemianowany w 1989 roku na Instytut Informatyki Ekonomicznej), będący jedną z pierwszych jednostek organizacyjnych uczelni w Polsce, zajmujących się informatyką ekonomiczną.
W 1991 roku zmieniono nazwę kierunku „Informatyka i cybernetyka ekonomiczna” na „Informatyka i ekonometria”.
W kolejnych latach uczelnie zaczęły prowadzić studia na kierunkach unikatowych takich jak m.in. „Informatyka w biznesie” czy „Informatyka gospodarcza”, o zróżnicowanym programie dydaktycznym.
Od 1995 roku w Polsce działa Naukowe Towarzystwo Informatyki Ekonomicznej.
Publikowane jest również czasopismo naukowe „Informatyka Ekonomiczna”.